# Rivière Monsan
Rivière Monsan är ett vattendrag i Kanada.   Det ligger i provinsen Québec, i den östra delen av landet, 500 km norr om huvudstaden Ottawa. Rivière Monsan ligger vid sjön Lac Monsan.
I omgivningarna runt Rivière Monsan växer i huvudsak barrskog. Trakten runt Rivière Monsan är nära nog obefolkad, med mindre än två invånare per kvadratkilometer.